# زبان کاری
زبان کاری زبانی با مقام و منزلتی ویژه و یکتاست، که در سازمان‌ها، انجمن‌ها، شرکت‌ها و ... فراملی یا بین‌المللی به‌عنوان زبان اصلی ارتباطات آن‌ها، مورد استفاده قرار می‌گیرد - چرا که اکثر چنین نهادهایی دارای اعضایی با زبان‌های ملی یا مادری متفاوت هستند و به این ترتیب در امر ترجمه‌های شفاهی و کتبی صرفه‌جوئی فوق‌العاده زیادی در منابع انسانی می‌گردد و گامی مهم در جهت دست‌یابی به توسعهٔ پایدار برداشته می‌شود.
به‌عنوان مثال، علی‌رغم پیشنهاد پرنس ارفع، رئیس هیئت نمایندگی ایران در جامعهٔ ملل (شکل نخستین سازمان ملل متحد)، مبنی بر بهره‌گیری از زبان بی‌طرف و بین‌المللی اسپرانتو، زبان‌های رسمی این سازمان، انگلیسی، فرانسوی و اسپانیایی بود.

## ایران، نخستین پیشنهادکنندهٔ زبان کاری اسپرانتو در جامعهٔ ملل
نخستین جلسه رسمی این سازمان، در تاریخ ۲۶ دی ۱۲۹۹ خورشیدی، برگزار شد. اولین پروتست (اعتراض) رسمی ثبت شده در این سازمان از سوی نماینده ایران، پرنس ارفع ارائه گردید. برای نخستین بار در جهان زبان فراساخته‌ی اسپرانتو توسط هیئت نمایندگی ایران در جامعهٔ ملل به‌عنوان زبان مشترک جهانی جهت بهره‌گیری از آن به‌عنوان زبان کاری در روابط و همایش‌های بین‌المللی پیشنهاد گردید. پروفسور ادمون پریوا، که در آن زمان عضو افتخاری هیئت نمایندگی ایران بود، نقش به‌سزایی در ارائهٔ این پیشنهاد داشت، که با پیگیری آن توسط دیگر اسپرانتودانان جهان، به‌ویژه پروفسور ایوو لاپنا، در فرم بعدی جامعهٔ ملل (سازمان ملل متحد) و یونسکو، دو قطعنامه توسط یونسکو به تصویب رسید که در آن‌ها وارد ساختن معرفی و آموزش زبان اسپرانتو در مدارس و دانشگاه‌های کشورهای عضو یونسکو توصیه شده‌است.